# Budaunik (przystanek kolejowy)
Budaunik (biał. Будаўнік; ros. Строитель, ros. nazwa normatywna Будовник) – przystanek kolejowy w miejscowości Soligorsk, w rejonie soligorskim, w obwodzie mińskim, na Białorusi. Leży na linii Słuck – Soligorsk.